# Charles-Louis de Keverberg de Kessel

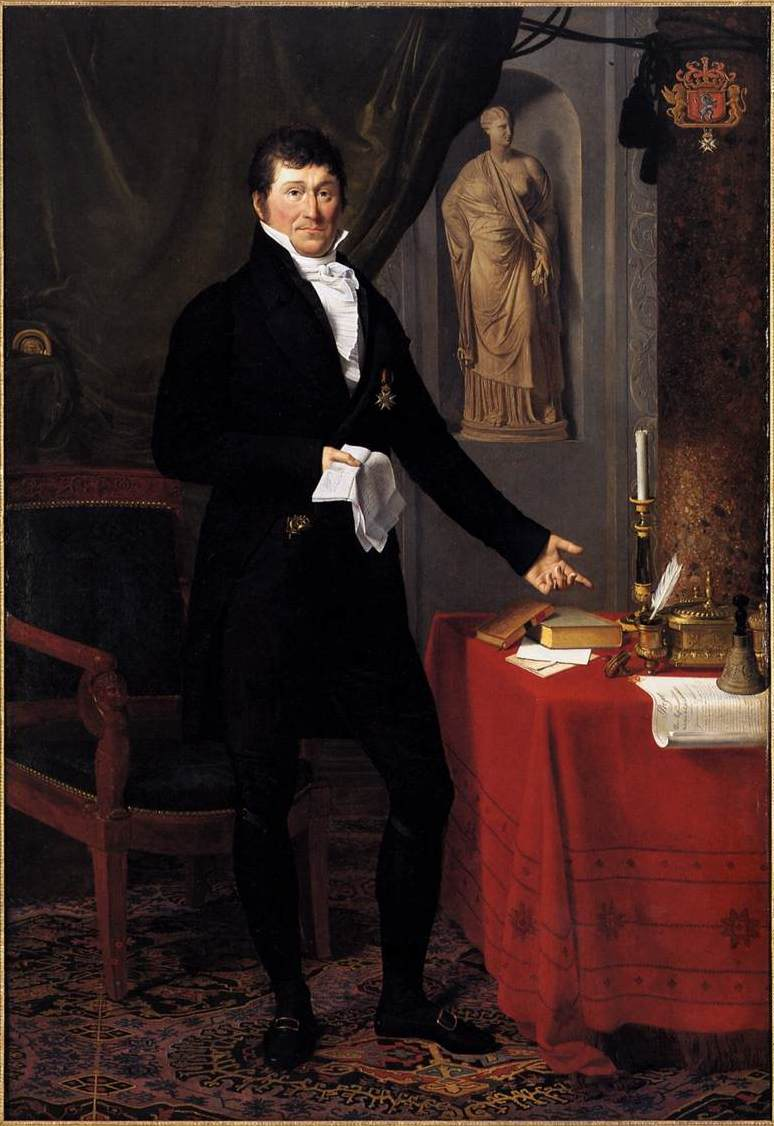
Charles-Louis de Keverberg de Kessel

 Charles Louis Guillaume Josephus de Keverberg de Kessel (* 13. März 1768 in Haelen; † 30. November 1841 in Den Haag) war ein napoleonischer Verwaltungsbeamter und ein niederländischer und belgischer Politiker.

## Vita
Charles de Keverberg war der Sohn von Carolus Emanuel Caspar Josephus de Keverberg, Herr von Haelen, Aldegoor und Neer und von Anna Maria Josephia, Freiin von Weichs.
Am 19. Dezember 1811 heiratete er Sophie Louise Francoise von Loe (1786–1814) und in zweiter Ehe am 30. März 1818 Maria Lodge, geboren in Stonor (England). Aus dieser zweiten Vereinigung ging ein Sohn hervor, Fredericus Henricus Carolus Ernestus Baron de Keverberg de Kessel, der 1864 Mitglied der Zweiten Kammer (Repräsentantenhaus) der Niederlande wurde. Nach seinem Studium in Utrecht, Bonn und Frankfurt an der Oder trat er 1790 in die Verwaltung der preußischen Oberen Geldern Note 1 ein.
Im Jahr 1801, zur Zeit des Königreichs Holland, war er Administrator des Departements Maas-Inferieure (heute Provinz Niederländisch-Limburg).
Im Ersten Kaiserreich war er von 1804 bis 1810 Unterpräfekt in Kleve im Arrondissement de Crévelt im Département de la Roer. Er setzte seine Bemühungen zur Verbesserung der Bildung fort, die von seinem Vorgänger, dem Unterpräfekten Anton Joseph Dorsch, begonnen wurden. Er führte neben Deutsch und Niederländisch auch Französisch in Grundschulen ein. Im Januar 1809 wurde Kleve von einer der größten Überschwemmungen heimgesucht. Der Unterpräfekt Keverberg zeichnete sich durch seine Bemühungen aus, den Opfern der Flut von 1809 zu helfen. Der Kaiser Napoleon ehrte ihn dann mit dem Titel eines Ritters der Ehrenlegion. Am 30. November 1810 wurde er nach Osnabrück geschickt und am 28. Februar 1811 offiziell als Präfekt des Département de l’Ems-Supérieur eingesetzt. Dort wurde er zunehmend Gegenstand der Volksfeindlichkeit, da er sich für die Wehrpflicht und die Entrichtung von Zöllen und Steuern für Napoleons Eroberungskriege einsetzte. Nach der Völkerschlacht bei Leipzig und dem Untergang des Rheinbundes floh er am 30. Mai 1814 aus Osnabrück.
Als das Königreich der Vereinigten Niederlande 1815 gegründet wurde, zeichnete er sich durch seine Kommentare zur Verfassung aus. 1815 wurde er zum Gouverneur der Provinz Antwerpen ernannt. Am 16. Februar 1816 wurde er mit dem Titel Freiherr in den niederländischen Adel aufgenommen. Gleichzeitig wurde er Kurator der Universität Gent und Ehrenmitglied der Akademie der Wissenschaften und Literatur in Brüssel.
Von 1817 bis 1819 war er Gouverneur der Provinz Ostflandern in Gent. Dort gründete er eine Statistische Gesellschaft für Ostflandern, die sich mit Statistiken über diese Provinz befassen sollte. Er veröffentlichte zum Thema Wirtschaft, des Verfassungsrechts und der Geschichte.
1819 wurde er zum Mitglied des Staatsrates des Vereinigten Königreichs der Niederlande ernannt, wo er viele Jahre diente. Er zog nach Brüssel und folgte später der Regierung nach Den Haag. Auch hier befasste er sich mit Fragen der Armut. 1828 war er Mitglied einer Kommission für Hochschulbildung.
Während der belgischen Revolution wurde er 1830 vorläufig suspendiert, da er nicht in den Vereinigten Provinzen geboren wurde. Später wurde er von Wilhelm I. im Staatsrat des Königreichs der Niederlande wieder eingestellt. Er war sowohl an Belgien als auch an den König gebunden und entschuldigte sich für das Königreich der Niederlande hinsichtlich seiner Herkunft, seiner Entwicklung und seiner gegenwärtigen Krise. Am Ende seines Lebens wurde Keverberg van Kessel zum Kommandeur des niederländischen Löwenordens ernannt. 1816 wurde er Ehrenmitglied der Académie royale de Bruxelles.

## Werk
- Kurze Anweizung für Schullehrer zur würdigen Führung ihres Amts, Clèves, 1808.
- Réflexions sur la loi fondamentale qui se prépare pour le Roïaume des Païs-Bas, De l’Imprimerie de Koch, 1815.
- Discours prononcé le 4 août 1817, par S. E. M. le Baron De Keverberg-De Kessel, Gouverneur de la Flandre-Orientale, Chevalier de l’Ordre du Lion Belgique; à l’occasion de la Distribution des Prix proposés au concours de l’académie royale de dessin, peinture, sculpture et architecture de Gand, Gand, 1817 en ligne
- Ursula, princesse Britannique, J.N. Houdin, Gand 1818 en ligne.
- Essai sur l’Indigence dans la Flandre Orientale, J.N. Houdin, Gand 1819 en ligne.
- De la Colonie de Frederiks-Oord, 1821 (avec Johannes van den Bosch), en ligne.
- Du Royaume des Pays-Bas, sous le rapport de son origine, son développement et de sa crise actuelle; suivi de pièces justificatives, T.Lejeune, La Haye 1834 en ligne.
- Vom Königreiche der Niederlande Hallberger, 1836.